# Lecitin
Lecitin je zmes fosfolipidov in drugih podobnih snovi in je ena glavnih sestavin fosfolipidnega dvosloja celične membrane. Sestavljajo ga: fosforna kislina, holin, maščobne kisline, glicerol, glikolipidi, trigliceridi in fosfolipidi.

## Zgodovina
Prvi, ki je uporabil besedo lecitin za opis čiste spojine fosfatidilholina, je bil francoski kemik in farmacevt Theodore Gobley leta 1847. Gobley je izoliral lecitin iz jajčnega rumenjaka ter natančno določil njegovo kemijsko formulo.

## Lastnosti
Je površinsko aktivna snov in ima emulgatorske lastnosti. V  vodi je slabo topen. V vodnih raztopinah fosfolipidi tvorijo liposome, lipidni dvosloj, micele ali lamelne strukture, odvisno od temperature sistema in hidratacije molekule. 
Ni toksičen, ob zaužitju se popolnoma presnovi ali izloči skozi ledvice.
Food and Drug Administration ga razvršča med splošno varne snovi, v EU pa je priznan kot aditiv za živila (E322).
Lecitin deluje kot emulgator maščob. Olajša njihov metabolizem ter preprečuje njihovo nalaganje predvsem v jetrih in na stenah žil. Stimulira center za spomin, saj se vgrajuje v celice in s tem krepi medcelične stene. Pomemben je za pravilno delovanje celičnih membran, ki v procesu staranja postajajo vedno bolj prepustne za škodljive snovi.